# Virgariella atra
Virgariella atra är en svampart som beskrevs av S. Hughes 1953. Virgariella atra ingår i släktet Virgariella, divisionen sporsäcksvampar och riket svampar.   Inga underarter finns listade i Catalogue of Life.